# Brogo
Brogo är en ort i Australien. Den ligger i kommunen Bega Valley och delstaten New South Wales, i den sydöstra delen av landet, omkring 320 kilometer sydväst om delstatshuvudstaden Sydney. Orten hade 581 invånare år 2021.
Närmaste större samhälle är Bega, omkring 16 kilometer söder om Brogo.